# Lotta libera ai Giochi della VIII Olimpiade - Pesi welter
La competizione della categoria pesi welter (fino a 72 kg) di lotta libera dei Giochi della VIII Olimpiade si è svolta dall'11 al 14 luglio 1924 al Vélodrome d'hiver a Parigi.

## Classifica finale
| Pos.    | Atleta           | Nazione       |
| ------- | ---------------- | ------------- |
| Oro     | Hermann Gehri    | Svizzera      |
| Argento | Eino Leino       | Finlandia     |
| Bronzo  | Otto Müller      | Svizzera      |
| 4       | William Johnson  | Stati Uniti   |
| 5       | Donald Stockton  | Canada        |
| 5       | James Davis      | Gran Bretagna |
| 7       | Guy Lookabaugh   | Stati Uniti   |
| 7       | Frits Janssens   | Belgio        |
| 7       | Hyacinthe Roosen | Belgio        |
| 10      | G. Fichu         | Francia       |
| 11      | Edgar Bacon      | Gran Bretagna |
| 12      | Fridolf Lundsten | Finlandia     |
| 12      | Marcel Dupraz    | Francia       |

## Risultati
Torneo a eliminazione. I perdenti con il vincitore disputarono un torneo ad eliminazione per il 2º posto. I perdenti con il vincitore del 2º posto disputarono un torneo ad eliminazione per il 3º posto.

### Torneo principale
|  | Primo Turno 11 luglio | Primo Turno 11 luglio | Primo Turno 11 luglio |  |  | Quarti di Finale 12 luglio | Quarti di Finale 12 luglio | Quarti di Finale 12 luglio |  |                | Semifinale 13 luglio | Semifinale 13 luglio | Semifinale 13 luglio |  |  | Finale 14 luglio | Finale 14 luglio | Finale 14 luglio |
|  |                       |                       |                       |  |  |                            |                            |                            |  |                |                      |                      |                      |  |  |                  |                  |                  |
|  | Hermann Gehri         | Hermann Gehri         | S                     |  |  |                            |                            |                            |  |                |                      |                      |                      |  |  |                  |                  |                  |
|  | G. Fichu              | G. Fichu              |                       |  |  | Hermann Gehri              | Hermann Gehri              | D                          |  |                |                      |                      |                      |  |  |                  |                  |                  |
|  |                       |                       |                       |  |  | William Johnson            |                            |                            |  |                |                      |                      |                      |  |  |                  |                  |                  |
|  |                       |                       |                       |  |  |                            |                            |                            |  | Hermann Gehri  | Hermann Gehri        | S                    |                      |  |  |                  |                  |                  |
|  | Eino Leino            | Eino Leino            | S                     |  |  |                            | Eino Leino                 | Eino Leino                 |  |                |                      |                      |                      |  |  |                  |                  |                  |
|  | Frits Janssens        | Frits Janssens        |                       |  |  | Eino Leino                 | Eino Leino                 | D                          |  |                |                      |                      |                      |  |  |                  |                  |                  |
|  | Hyacinthe Roosen      | Hyacinthe Roosen      | S                     |  |  | Hyacinthe Roosen           | Hyacinthe Roosen           |                            |  |                |                      |                      |                      |  |  |                  |                  |                  |
|  | Marcel Dupraz         | Marcel Dupraz         |                       |  |  |                            |                            |                            |  |                | Hermann Gehri        | Hermann Gehri        | D                    |  |  |                  |                  |                  |
|  | Guy Lookabaugh        | Guy Lookabaugh        | D                     |  |  |                            | Guy Lookabaugh             | Guy Lookabaugh             |  |                |                      |                      |                      |  |  |                  |                  |                  |
|  | Otto Müller           | Otto Müller           |                       |  |  | Guy Lookabaugh             | Guy Lookabaugh             | S                          |  |                |                      |                      |                      |  |  |                  |                  |                  |
|  | James Davis           | James Davis           | D                     |  |  | James Davis                | James Davis                |                            |  |                |                      |                      |                      |  |  |                  |                  |                  |
|  | Fridolf Lundsten      | Fridolf Lundsten      |                       |  |  |                            |                            |                            |  | Guy Lookabaugh | Guy Lookabaugh       | S                    |                      |  |  |                  |                  |                  |
|  |                       |                       |                       |  |  |                            | Donald Stockton            |                            |  |                |                      |                      |                      |  |  |                  |                  |                  |
|  |                       |                       |                       |  |  | Donald Stockton            | Donald Stockton            | D                          |  |                |                      |                      |                      |  |  |                  |                  |                  |
|  |                       |                       |                       |  |  | Edgar Bacon                |                            |                            |  |                |                      |                      |                      |  |  |                  |                  |                  |
|  |                       |                       |                       |  |  |                            |                            |                            |  |                |                      |                      |                      |  |  |                  |                  |                  |

### Torneo per il secondo posto
|  | Semifinali      | Semifinali      | Semifinali      |   |  | Finale | Finale | Finale |  |
|  |                 |                 |                 |   |  |        |        |        |  |
|  | Eino Leino      | Eino Leino      | D               |   |  |        |        |        |  |
|  | Eino Leino      | Eino Leino      | D               |   |  |        |        |        |  |
|  | Guy Lookabaugh  |                 |                 |   |  |        |        |        |  |
|  |                 | Eino Leino      | Eino Leino      | D |  |        |        |        |  |
|  |                 |                 |                 | D |  |        |        |        |  |
|  |                 |                 | William Johnson |   |  |        |        |        |  |
|  | William Johnson | William Johnson | S               |   |  |        |        |        |  |
|  | William Johnson | William Johnson | S               |   |  |        |        |        |  |
|  | G. Fichu        |                 |                 |   |  |        |        |        |  |

### Torneo per il terzo posto
|  | Semifinali      | Semifinali      | Semifinali      |   |  | Finale | Finale | Finale |  |
|  |                 |                 |                 |   |  |        |        |        |  |
|  | Otto Müller     | Otto Müller     | D               |   |  |        |        |        |  |
|  | Otto Müller     | Otto Müller     | D               |   |  |        |        |        |  |
|  | Donald Stockton |                 |                 |   |  |        |        |        |  |
|  |                 | Otto Müller     | Otto Müller     | D |  |        |        |        |  |
|  |                 |                 |                 | D |  |        |        |        |  |
|  |                 |                 | William Johnson |   |  |        |        |        |  |
|  | William Johnson | William Johnson | D               |   |  |        |        |        |  |
|  | William Johnson | William Johnson | D               |   |  |        |        |        |  |
|  | James Davis     |                 |                 |   |  |        |        |        |  |